# Ришельё, Луи Антуан дю Плесси
Луи Антуан Софи де Виньеро дю Плесси, герцог де Ришельё, герцог де Фронсак (фр. Louis-Antoine-Sophie de Vignerot du Plessis, duc de Richelieu, duc de Fronsac; 4 февраля 1736, Париж — 4 февраля 1791, Париж) — французский генерал-лейтенант (1780).

## Биография
Родился в 1736 году в Париже в семье маршала Франции Луи Франсуа де Ришельё (1696—1788) и его супруги, Елизаветы Софии (Софи) Лотарингской, до замужества известной, как «мадемуазель де Гиз», происходившей из семьи де Гиз — младшей ветви Лотарингского дома. 
В молодости Луи Антуан отличался знатностью, богатством и привлекательностью, поэтому фаворитка короля Людовика XV маркиза де Помпадур планировала женить его на своей дочери, однако отцу — маршалу Ришельё удалось расстроить этот, сомнительный с его точки зрения, брак. Вместо этого Луи Антуан в феврале 1764 года женился на Аделаиде Габриэлле Д’Отфор (1742—1767), дочери французского посла в Австрии маркиза Эммануэля Д’Отфора (1700—1777). Однако, спустя год после рождения единственного сына, Армана Эммануэля, в России известного, как Дюк де Ришельё, супруга Луи Антуана умерла. 
Почти десять лет спустя, в 1776 году, он заключил второй брак — с Марией-Антуанеттой де Галифе. В этом браке родилось две дочери.
Луи Антуан всю свою жизнь прослужил во французской королевской армии, где занимал высокие посты. В 1770-е годы был произведён в чин лагерного маршала (аналог генерал-майора), а в 1780 году — в генерал-лейтенанты.
На протяжении практически всей своей жизни носил титул учтивости герцог де Фронсак, и только после смерти своего 92-летнего отца (1788) унаследовал титул герцога де Ришельё. 
Скончался в 1791 году в Париже.